# Antonio Pérez García Carrillo
Antonio Pérez García Carrillo   (Màlaga, 19 de juliol de 1931), qui signa com Carrillo (cognom de la seva àvia paterna) o Carr., és un autor de còmic espanyol, destacat per les seves historietes d'aventures exòtiques en els Mars del Sud i les seves espectaculars dones, que s'han publicat en nombrosos països. És un dels pocs autors que va començar a publicar als anys cinquanta que pràcticament sempre era l'autor tant dels guions com dels dibuixos de les seves pròpies historietes.

## Biografia
En el col·legi, Antonio Pérez García es va mostrar com un àvid lector de còmics com "Aventurero" i "Leyendas".
Durant la Guerra Civil, tota la família va haver d'emigrar a València, Barcelona i finalment a França, a causa del càrrec republicà del seu pare. Sense aquest últim, van tornar a Màlaga a la fi de 1939.
En 1945 el seu pare se'ls uneix a Madrid, on el jove Antonio va compatibilitzar el Batxillerat amb un curs d'Anatomia Artística a l'escola de Belles arts, malgrat l'oposició paterna. També va copiar abundantment, com a aprenentatge, a Alex Raymond i Emilio Freixas.
Amb poc més de 20 anys, ja amb el pseudònim de Carrillo, va aconseguir publicar a través de diverses editorials madrilenyes de l'època: Les revistes Diez Minutos i el seu propis Cuadernos Ilustrados de Sucesos de Gráficas Espejo (1952-53); Chicos d'Ediciones Cid, per la qual crearà El Capitàn Pantera (1954), i Las aventuras del FBI de l'Editorial Rollán, on el 1955 substitueix a Luis Bermejo. També contacta amb l'agència Histograf i contreu matrimoni.
Després d'aconseguir un contracte amb Editorial Bruguera, Carrillo es trasllada a Barcelona, dedicant-se a la producció de sèries com Martita y su papuchi o Las Chicas de Carrillo on, tot i la censura, va evidenciar el seu domini de la figura femenina dibuixant esplèndides dones que acostumaven a mostrar les seves cuixes en revistes juvenils femenines com Sissi o picants com a Can Can. Col·labora també en Claro de Lluna de Iberomundial de Ediciones el 1959 i Muchachas i Selecciones Juveniles Femeninas d'Editorial Maga el 1960, a més de dedicar-se al mercat agencial a través de Selecciones Ilustradas i Bardon Art, i sense intermediaris a països com Itàlia o Gran Bretanya. Excepcionalment, també va conrear el còmic detectivesc en les col·leccionis Brigada Secreta i Espionaje de l'Editorial Toray entre 1963 i 1965.
A la fi dels 60, Carrillo pot tornar a dibuixar sèries d'aventures amb guions propis, tant per a Bruguera com per a altres editorials: Doc Foran el Africano (1968), Sambhur (1969) i El Tiburón (1970) per a Gaceta Junior, Rex de los mares del Sur (1971), El Javanés (1971), Gora Gopal (1972) i Mares de China (1976). També adapta novel·les clàssiques d'aventures per a la sèrie Joyas Literarias Juveniles de Bruguera, guionitzades per José Antonio Vidal Sales, 1971-1974.
Si bé des de 1973 venia desenvolupant la sèrie còmica infantil Los casos de Ching Chong amb el guionista Jaume Ribera, serà a partir de 1983 quan Carrillo es decanti definitivament per aquest estil, adaptant al mateix El Capità Pantera per a la revista Super Mortadelo i creant Kala Bacín de Damasco per Zipi i Zape. Va publicar, a més, el llibre Aprende a dibujar cómics (D.S. Editors, 1987), ampliat en 1990 amb el títol El dibujo de humor es cosa seria (Ediciones B).
Als últims anys, Carrillo s'ha dedicat fonamentalment a dibuixar còmics per a la factoria Disney. Ha publicat, a més, un altre llibre sobre la tècnica del mitjà: Cómo dibujar chicas (Editorial Martínez Roca, 1998).

## Estil
Carrillo destaca, entre tots els dibuixants de la seva generació, per la seva vocació cinematogràfica i la seva fidelitat a un gènere concret: l'aventura en marcs exòtics.

## Obra
| Anys | Títol | Guionista           | Tipus                     | Publicació                                          |
| ---- | --- | ------------------- | ------------------------- | --------------------------------------------------- |
| 1953 | Cuadernos Ilustrados de Sucesos                                                                          | Carrillo            | Sèrie                     | Gráficas Espejo                                     |
| 1954 | Los Filibusteros                                                                                         | Carrillo            | Historieta autoconclusiva | Chicos 3a època, núm. 6                             |
| 1954 | El Capitán Pantera                                                                                       | Carrillo            | Sèrie                     | Chicos 3a època, núm. 10-16, 19-20                  |
| 1955 | Aventuras del FBI núm. 98, 102, 103, 105, 107-111, 117, 123-124, 126-127, 129-130, 133-136, 138, 141-142 | VV. AA.             | Serial                    | Editorial Rollán                                    |
| 1958 | Las chicas de Carrillo                                                                                   | Carrillo            | Humor gràfic              | Can Can 0-52, 74-83                                 |
| 1958 | Martita y su Papuchi                                                                                     | Armando Matías Guiu | Historieta còmica         | Selecciones de Humor de El DDT                      |
| 1961 | La plaga                                                                                                 |                     | Historieta autoconclusiva | Claro de Luna 93                                    |
| 1961 | O sole mio                                                                                               |                     | Historieta autoconclusiva | Claro de Luna 95                                    |
| 1968 | Doc Foran, el Africano                                                                                   | Carrillo            | Sèrie                     | Bravo                                               |
| 1969 | Shambur                                                                                                  | Antonio A. Arias    | Sèrie                     | Gaceta Junior                                       |
| 1972 | Gora Gopal                                                                                               | Almiral             | Sèrie                     |                                                     |
| 1973 | Los casos de Chin Chong                                                                                  | Jaume Ribera        | Sèrie                     | Super Mortadelo                                     |
| 1974 | Isla loca                                                                                                | Carrillo            | Quadern monogràfic        | Chito extra                                         |
| 1975 | Capitán Taoro                                                                                            | Carrillo            | Quadern monogràfic        | Chito extra                                         |
| 1983 | El Capitán Pantera (segona etapa)                                                                        | Carrillo            | Sèrie                     | Mortadelo (segona època) núm. 170-176, 180-181, 188 |
| 1985 | Los Mercenarios                                                                                          | Carrillo            | Sèrie                     | Super Mortadelo i Super Sacarino                    |